# Tangram

Animació que il·lustra equidecomposició

El tangram (xinès tradicional i simplificat: 七巧板, pinyin: qīqiǎobǎn, literalment 'set taulers enginyosos') és un joc xinès molt antic que consisteix a formar siluetes de figures amb la totalitat d'una sèrie de peces donades. Les figures formades han de fer servir totes les peces sense encavalcar-les ni sobreposar-les.

## Història del tangram

Una típica figura realitzada amb el Tangram

Hi ha diverses versions sobre l'origen de la paraula tangram. Una de les més acceptades és que la paraula es va inventar en anglès unint el vocable cantonès tang (que significa 'xinès') amb el vocable llatí gram que ve a significar 'escrit' o 'gràfic'. Una altra versió diu que l'origen del joc es remunta als anys 618 a 907 de la nostra era, època en què va regnar a la Xina la dinastia Tang, d'on es derivaria el seu nom.
El Tangram es va originar molt possiblement a partir del joc de mobles yanjitu durant la dinastia Song. Segons els registres històrics xinesos, aquests mobles estaven formats originalment per un joc de 6 taules rectangulars. Més endavant es va agregar una taula triangular i les persones podien acomodar les taules de manera que formessin una gran taula quadrada. Hi ha una altra variació més endavant durant la dinastia Ming i que més endavant és quan es converteix en un joc.
Normalment els tans es guarden formant un quadrat.
Hi ha una llegenda que diu que un servent d'un emperador Xinès portava un mosaic de ceràmica, molt car i molt fràgil. El servent va ensopegar trencant el mosaic en trossos. Desesperat, el servent tracte de formar de nou el mosaic en forma quadrada però no va poder. Tanmateix, es va adonar que podia formar moltes altres figures amb els trossos.
No se sap amb certesa qui va inventar el joc ni quan, perquè les primeres publicacions xineses en les quals apareix el joc daten del segle xviii, època per a la qual el joc era ja molt conegut a diversos països del món. A la Xina, el Tangram era molt popular i era considerat un joc per a dones i nens.
A partir del segle xviii, es van publicar a Amèrica i Europa diverses traduccions de llibres xinesos en els quals s'explicaven les regles del Tangram, el joc era anomenat "el trencaclosques xinès" i es va tornar tan popular que el jugaven nens i adults, persones comunes i personalitats del món de les ciències i les arts, el Tangram s'havia convertit en una diversió universal. Napoleó Bonaparte es va tornar un veritable especialista en ell des que va ser exiliat a l'illa de Santa Helena.
Quant al nombre de figures que poden realitzar-se amb el Tangram, la major part dels llibres europeus van copiar les figures xineses originals que eren tan sols uns centenars. Per al 1900 s'havien inventat noves figures i formes geomètriques i se'n tenien aproximadament 900. Els primers llibres sobre el Tangram van aparèixer a Europa a començaments del segle xix i presentaven tant figures com solucions. Es concedia més atenció al joc mateix i als seus set components, de manera que el Tangram era produït i venut com un objecte: targetes amb les siluetes, peces de vori i embolcalls en forma de caixa, etc. Als llibres, es tractava d'uns quants centenars d'imatges majoritàriament figuratives com animals, cases i flors... al costat d'una escassa representació de formes abstractes.

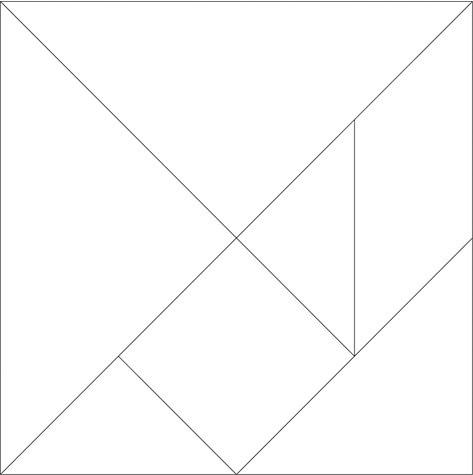
Tangram per ser editat

En 1973, els dissenyadors holandesos Joost Elffers i Michael Schuyt van produir una edició rústica amb 750 figures noves, assolint així un total de més de 1.600. L'edició de 1973 ha venut fins a la data més d'un milió d'exemplars a tot el món.
Avui en dia el Tangram no s'usa només com un entreteniment, s'utilitza també en psicologia, en disseny, en filosofia i particularment a la pedagogia. En l'àrea d'ensenyament de les matemàtiques el Tangram s'usa per introduir conceptes de geometria plana, i per promoure el desenvolupament de capacitats psicomotrius i intel·lectuals dels nens, ja que permet lligar de manera lúdica la manipulació concreta de materials amb la formació d'idees abstractes.
Quant al nombre de figures que poden realitzar-se amb el Tangram, la major part dels llibres europeus van copiar les figures xineses originals que eren tan sols uns quants cents. Per a 1900 s'havien inventat noves figures i formes geomètriques i es tenien aproximadament 900. Actualment es poden realitzar al voltant de 16.000 figures diferents.
Amb el temps, s'han inventat i popularitzat altres modalitats del joc (vegeu Peces (jocs de Tangram)).

## Les peces

Construcció del Tangram.

Les mides són relatives a un quadrat gran (vegeu a la imatge la figura a-b-j-h), que es defineix com ésser d'igual d'amplada, alçada i àrea a {\displaystyle \scriptstyle {1}}.
- 5 triangles isòsceles 
  - 2 mida petita (hipotenusa de {\displaystyle \scriptstyle {1/2}} i costats de {\displaystyle \scriptstyle {1/2{\sqrt {2}}}})
  - 1 mida mitjana de (hipotenusa de {\displaystyle \scriptstyle {1/{\sqrt {2}}}} i costats de {\displaystyle \scriptstyle {1/2}})
  - 2 mida gran de (hipotenusa de {\displaystyle \scriptstyle {1}} i costats de {\displaystyle \scriptstyle {1/{\sqrt {2}}}})
- 1 quadrat de (costat de {\displaystyle \scriptstyle {1/2{\sqrt {2}}}})
- 1 paral·lelogram (costats de {\displaystyle \scriptstyle {1/2}} i {\displaystyle \scriptstyle {1/2{\sqrt {2}}}})

D'aquestes 7 peces, el paral·lelogram és únic, doncs la seva imatge de mirall (o especular) no es pot obtenir per rotació. Així, és l'única peça que necessita ser rebutjada en formar algunes siluetes. Ja que hi ha només una peça, tal cada silueta possible o la seva imatge especular es poden formar amb un conjunt de Tangrams unilaterals (per exemple, Tangrams amb un darrere magnètic que llisquen en una junta magnètica).